# Aimé Bascher

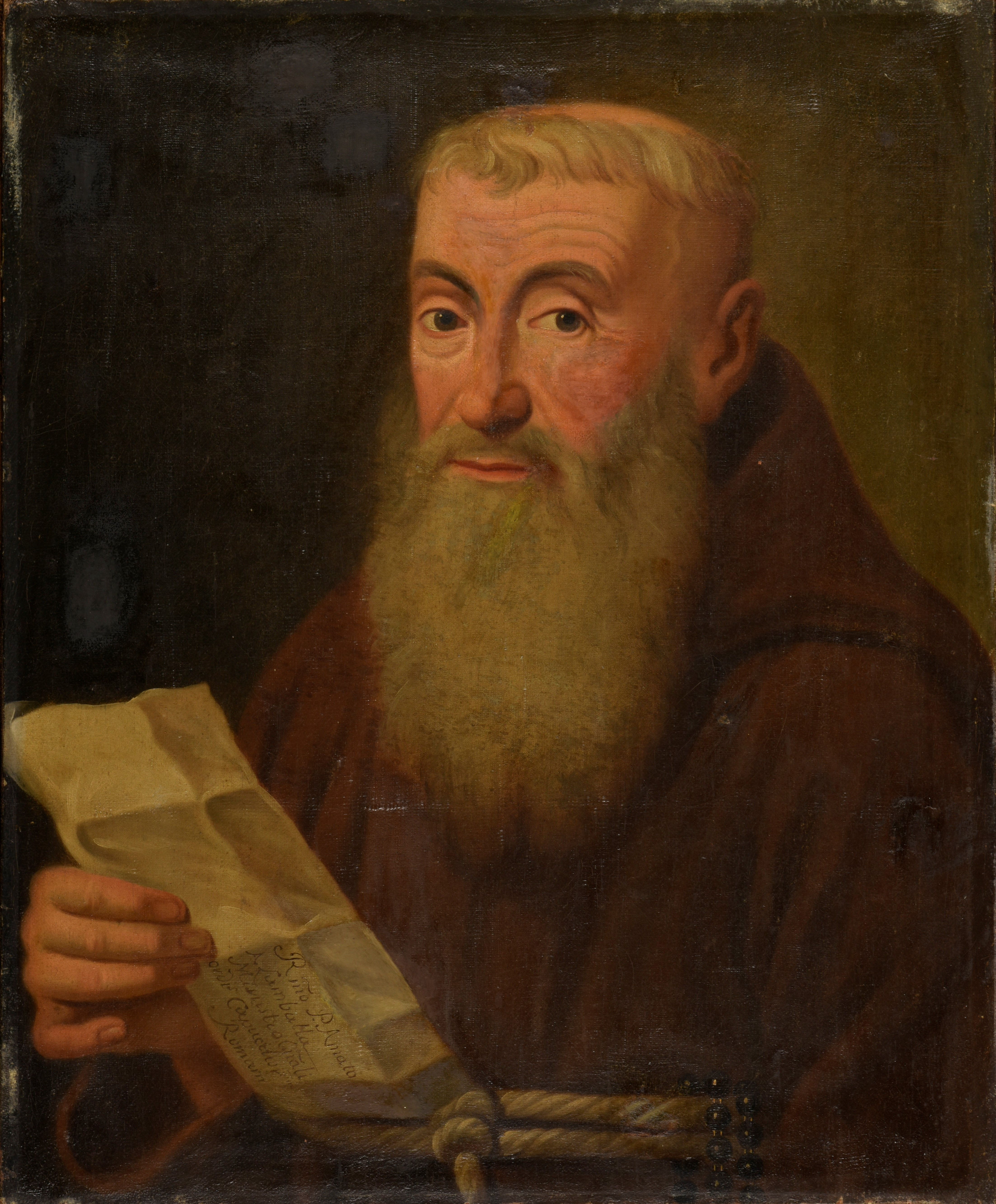

Aimé Bascher (oder Boscher) de La Villéon, Ordensname: Aimé de Lamballe  (* 1694 oder 1695 in Bréhand-Moncontour; † 17. Mai 1773 in Paris) war ein bretonischer Franziskaner und Generalminister des Kapuzinerordens.

## Leben
Louis Bascher (oder Boscher) de La Villéon aus Bréhand-Moncontour, Ordensname Aimé de Lamballe oder lat. Amatus a Lamballa, entstammte einer bretonischen Adelsfamilie und wurde wahrscheinlich auf dem Château du Chêne in Bréhand geboren.
1711 legte er die Profess als Kapuziner ab. Er war Lektor der Theologie, drei Amtszeiten Provinzialminister der bretonischen Ordensprovinz (1741–1753), dann (gewählt 1754 und erneut 1761) Prokurator und Generaldefinitor in Rom. Am 20. Mai 1768 wurde er vom Generalkapitel zum Generalminister des Kapuzinerordens gewählt – nachdem der eigentlich gewählte P. Erhard von Radkersburg abgelehnt hatte. Er war der erste Franzose in diesem Amt.
1761 erhielt er von Papst Clemens XIII. in Rom die Reliquien des Katakombenheiligen Hildanus genannt Amator (frz. Aimé). Die feierliche Überführung in die Kirche St-Jean in Lamballe fand am 11. Juli 1762 mit großem Pomp statt. Das Reliquiar wurde während der Französischen Revolution zerstört; erhalten ist das dazugehörige reich bestickte Banner mit der Devise „amo Christum, morior pro Christo“.
Er starb 1773 im Kapuzinerkloster in der rue St-Honoré in Paris, im 78. Lebensjahr, und wurde in der dortigen Kirche bestattet.